# South Charford
South Charford var en civil parish fram till 1932 när blev den en del av Breamore och Hale, i grevskapet Hampshire, i England. Civil parish var belägen 5 km från Fordingbridge och hade 89 invånare år 1931. Byar nämndes i Domedagsboken (Domesday Book) år 1086, och kallades då Cerdeford.